# Evrovidenie 2005
La quarta edizione di Evrovidenie (in russo Евровидение?; lett. "Eurovisione") è stata organizzata dal canale televisivo russo Pervyj kanal per selezionare il rappresentante nazionale all'Eurovision Song Contest 2005 a Kiev, in Ucraina.
La vincitrice è stata Natal'ja Podol'skaja con Nobody Hurt No One.

## Organizzazione
L'11 gennaio 2005 Rossija 1 ha annunciato l'organizzazione, per la prima volta dal 1995, della selezione televisiva Evrovidenie per coinvolgere per la prima volta il pubblico nella scelta del rappresentante eurovisivo, aprendo la possibilità agli artisti interessati di inviare le proprie canzoni per la competizione entro il successivo 1º febbraio.
Il festival si è articolato in quattro spettacoli in totale: tre show sono stati dedicati alle semifinali, da 10 partecipanti ciascuna, che si sono svolte presso il Centro Televisivo Ostankino di Mosca, seguita dalla finale che si è svolta il 25 febbraio 2005. 
I risultati sono stati decretati unicamente dal pubblico, che ha avuto la possibilità di esprimere la propria preferenza via televoto. Tutte le regioni della Federazione hanno partecipato alla votazione partecipando a tre differenti sessioni di voto suddivisi per le rispettive zone geografiche, i cui risultati combinati sono stati annunciati durante la trasmissione finale dedicata alla Russia occidentale.

### Giuria
La giuria incaricata a selezionare i partecipanti è stata composta da:
- Konstantin Ėrnst, direttore generale di Pervyj kanal
- Jurij Aksjuta, direttore musicale di Pervyj kanal
- Igor Matvienko, compositore e produttore
- Maksim Fadeev, compositore e produttore
- Viktor Drobyš, compositore e produttore
- Aleksej Čarykov, compositore e produttore
- Il'ja Bačurin, vicepresidente di MTV Russia
- Artur Gasparyan, editore musicale del Moskovskij Komsomolets
- Vladimir Polupanov, editore musicale del Argumenty i Fakty
- Maksim Kononenko, caporedattore di Dni.ru
- Larisa Havkina, giornalista del Komsomol'skaja Pravda
- Vladimir Matetskij, compositore e produttore
- Maksim Dunaevskij, compositore
- Larisa Dolina, cantante
- Aleksandr Malinin, cantante
- Larisa Sinelšikova, responsabile multimediale e produttore

## Partecipanti
Pervyj kanal ha aperto la possibilità di inviare proposte per la competizione dall'11 gennaio al 1º febbraio 2005. Delle canzoni ricevute, una giuria ha quindi selezionato i 30 finalisti per la finale televisiva.
Dopo l'annuncio dei partecipanti, Vjerka Serdjučka ha annunciato il suo ritiro dalla competizione, venendo sostituito da Sergej Mazaev con il brano Slavjanskie tancy. Tuttavia, quest'ultimo è stato squalificato dalla competizione per essere arrivato in ritardo alla trasmissione dedicata a gli spettatori provenienti dalla Siberia, non potendo essere votato in maniera equa rispetto a gli altri partecipanti.
| Artista                               | Brano                       | Lingua  | Autori                                                    |
| ------------------------------------- | --------------------------- | ------- | --------------------------------------------------------- |
| A-Sortie                              | Keep On Shining             | Inglese | Vjačeslav Bodolika, Karen Kavaleryan, Irina Antonyan      |
| Aleksandr Panajotov & Aleksej Čumakov | Balalajka                   | Russo   | Karen Kavaleryan, Kim Brejtburg                           |
| Anastasija Stockaja                   | Shadows Dance All Around Me | Inglese | Dīmītrīs Kontopoulos, Dīmītrīs S.                         |
| Anita Coj                             | La-la-lej                   | Russo   | Anita Coj, Eleonora Melnik                                |
| Anželika Rudnickaja                   | Serdce angela               | Russo   | Artur Kulpovič, Aleks Bezdolja                            |
| Batyrhan Shúkenov                     | Tvoi šagi                   | Russo   | Vladimir Kovaljov, Erkesh Shakeev                         |
| Be Good                               | Take Me Back to Rio         | Inglese | Vladimir Gustov, Igor Balakirev                           |
| Čaj vdvoёm                            | Lusille Is My Name          | Inglese | Igor Balakirev, Denis Kljaver                             |
| City                                  | Gorod ljubvi                | Inglese | Roman Bokarёv, Michail Mšenskij                           |
| Dima Bilan                            | Not That Simple             | Inglese | Steve Robson, Michelle Escoffery                          |
| Irina Šott                            | Identify Yourself           | Inglese | Peter Wright, Ben Robbins                                 |
| Jam & Elena Terleeva                  | No More War                 | Inglese | Jam                                                       |
| Katja Bačurina                        | Terjala tebja               | Russo   | Dmitrij Moss, Artur A'Kim                                 |
| KGB                                   | Stop                        | Inglese | Viktor Drobyš, Mary Susan Applegate                       |
| Lada Dance                            | Mixed Up World              | Inglese | Marc Paelinck                                             |
| Lana Light                            | Never Never                 | Inglese | Alex Grozin, Skinner, Caporaso                            |
| Natal'ja Podol'skaja                  | Nobody Hurt No One          | Inglese | Mary Susan Applegate, Jussi-Pekka Järvinen, Viktor Drobyš |
| Nikolaj Demidov                       | Differences                 | Inglese | Nikolaj Demidov                                           |
| Oksana Mažulis                        | Rebel Angel                 | Inglese | Pouluzzi, Nacket                                          |
| Playgirls                             | Don't Get Down Like That    | Inglese | Carl Sturken, Evan Rogers                                 |
| Polina Griffit                        | Justice of Love             | Inglese | Polina Griffit                                            |
| Reflex                                | Ljublju                     | Inglese | Vjačeslav Tjurin, Ėvgenij Abramov, Irina Nelson           |
| Roman Polonskij                       | The Story of My Life        | Inglese | Murlyn Music Group                                        |
| Roman Smirnov                         | One Day                     | Inglese | D. Buzagi, Roman Smirnov                                  |
| Sankt-Peterburg                       | Matreški                    | Russo   | Vladimir Trušin                                           |
| Sergej Mazaev                         | Slavjanskie tancy           | Russo   | Sergej Mazaev                                             |
| Svala                                 | I Wanna Be the One          | Inglese | Tracy Lipp, Viktor Drobyš, Maki Kolehmainen               |
| Varvara                               | Letala da pela              | Russo   | Vladimir Molčanov, Artur A'Kim                            |
| Vjerka Serdjučka                      | Gop gap                     | Russo   | Andrij Mychajlovyč Danylko                                |
| Viktorija Markova                     | Ja zakroju dver             | Russo   | Viktorija Markova, Artur Grigoryan                        |
| Zveri                                 | Snegopad                    | Russo   | Roma Zver, Viktor Bondarev                                |

## Semifinali
Le semifinali si sono svolte in tre serate, il 4, l'11 e il 18 febbraio 2005, e hanno visto competere 10 partecipanti ciascuno per i tre posti per puntata destinati per la finale. Ad ogni serata il televoto ha selezionato tre brani da far accedere direttamente alla finale.

### Prima semifinale
| #  | Artista              | Titolo                      | Televoto | Posizione |
| -- | -------------------- | --------------------------- | -------- | --------- |
| 1  | KGB                  | Stop                        | 9,1%     | 6         |
| 2  | Roman Polonskij      | The Story of My Life        | 4,8%     | 9         |
| 3  | Batyrhan Shúkenov    | Tvoi šagi                   | 6,9%     | 7         |
| 4  | Playgirls            | Don't Get Down Like That    | 9,6%     | 5         |
| 5  | Dima Bilan           | Not That Simple             | 13,4%    | 3         |
| 6  | Katja Bačurina       | Terjala tebja               | 5,7%     | 8         |
| 7  | Jam & Elena Terleeva | No More War                 | 20,1%    | 1         |
| 8  | Reflex               | Ljublju                     | 11,0%    | 4         |
| 9  | Roman Smirnov        | One Day                     | 3,9%     | 10        |
| 10 | Anastasija Stockaja  | Shadows Dance All Around Me | 15,5%    | 2         |

### Seconda semifinale
| #  | Artista              | Titolo              | Televoto | Posizione |
| -- | -------------------- | ------------------- | -------- | --------- |
| 1  | Zveri                | Snegopad            | 13,2%    | 4         |
| 2  | Oksana Mažulis       | Rebel Angel         | 5,0%     | 6         |
| 3  | City                 | Gorod ljubvi        | 0,7%     | 10        |
| 4  | A-Sortie             | Keep On Shining     | 12,0%    | 5         |
| 5  | Lana Light           | Never Never         | 2,0%     | 8         |
| 6  | Varvara              | Letala da pela      | 20,4%    | 2         |
| 7  | Čaj vdvoёm           | Lusille Is My Name  | 14,4%    | 3         |
| 8  | Anželika Rudnickaja  | Serdce angela       | 1,8%     | 9         |
| 9  | Be Good              | Take Me Back to Rio | 3,3%     | 7         |
| 10 | Natal'ja Podol'skaja | Nobody Hurt No One  | 27,2%    | 1         |
| 11 | Vjerka Serdjučka     | Gop gap             | —        | —         |

### Terza semifinale
| #  | Artista                               | Titolo             | Televoto | Posizione |
| -- | ------------------------------------- | ------------------ | -------- | --------- |
| 1  | Polina Griffit                        | Justice of Love    | 6,4%     | 6         |
| 2  | Aleksandr Panajotov & Aleksej Čumakov | Balalajka          | 22,5%    | 2         |
| 3  | Viktorija Markova                     | Ja zakroju dver    | 0,8%     | 9         |
| 4  | Anita Coj                             | La-la-lej          | 6,3%     | 7         |
| 5  | Nikolaj Demidov                       | Differences        | 8,7%     | 4         |
| 6  | Lada Dance                            | Mixed Up World     | 8,1%     | 5         |
| 7  | Sankt-Peterburg                       | Matreški           | 1,8%     | 8         |
| 8  | Svala                                 | I Wanna Be the One | 9,7%     | 3         |
| 9  | Irina Šott                            | Identify Yourself  | 35,7%    | 1         |
| 10 | Sergej Mazaev                         | Slavjanskie tancy  | —        | —         |

## Finale
La finale si è tenuta il 25 febbraio 2005 presso il Centro Televisivo Ostankino di Mosca ed è stata presentata da Andrej Malachov e Jana Čurikova. Nel corso dell'evento si sono esibiti come ospiti Filipp Kirkorov, rappresentante del paese all'Eurovision Song Contest 1995, Afric Simone, Bonnie Tyler e Valerija.
Durante la serata una giuria ha anche fornito dei feedback ai finalisti durante lo spettacolo e conferito il premio per la miglior performance a Dima Bilan. Natal'ja Podol'skaja è stata proclamata vincitrice della selezione, avendo ricevuto il maggior numero di consensi da parte del televoto.
| # | Artista                               | Titolo                      | Televoto | Posizione |
| - | ------------------------------------- | --------------------------- | -------- | --------- |
| 1 | Aleksandr Panajotov & Aleksej Čumakov | Balalajka                   | 11,6%    | 5         |
| 2 | Jam & Elena Terleeva                  | No More War                 | 10,4%    | 6         |
| 3 | Irina Šott                            | Identify Yourself           | 8,6%     | 7         |
| 4 | Čaj vdvoёm                            | Lusille Is My Name          | 5,2%     | 8         |
| 5 | Varvara                               | Letala da pela              | 12,6%    | 4         |
| 6 | Svala                                 | I Wanna Be the One          | 2,9%     | 9         |
| 7 | Dima Bilan                            | Not That Simple             | 15,0%    | 2         |
| 8 | Anastasija Stockaja                   | Shadows Dance All Around Me | 13,5%    | 3         |
| 9 | Natal'ja Podol'skaja                  | Nobody Hurt No One          | 20,2%    | 1         |